# Gyllene bullan år 1356

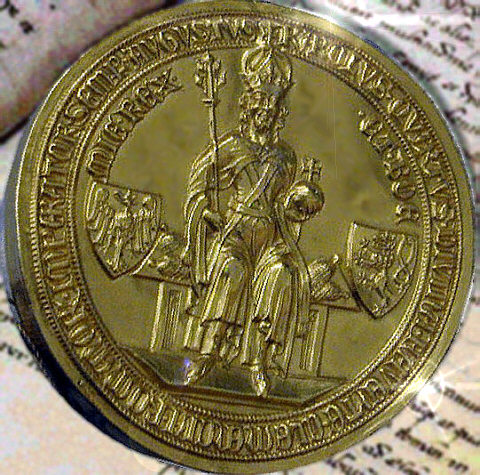
Det gyllene sigillet från 1356.

Gyllene bullan år 1356 var en gyllene bulla och rikslag i Tysk-romerska riket som antogs på en riksförsamling i Nürnberg 1355 och på en hovdag i Metz 1356. Bullan var från 1356 till 1806 kejsarrikets viktigaste författningsdokument.
Bullan hade till uppgift att i lag fastslå den bestående traditionen vid val av tysk kung genom att avlägsna inkonsekvenser och tvetydigheter. Valrätten skulle hädanefter tillkomma de tre rhenska ärkebiskopsdömena (ärkebiskoparna av Mainz, Köln och Trier) samt fyra världsliga furstendömen, som förklarades odelbara och ärftliga på manssidan: kungariket Böhmen, Rhen-Pfalz, hertigdömet Sachsen-Wittenberg och markgrevskapet Brandenburg.
För att kungavalet skulle anses giltigt krävdes fyra av dessa sju kurfursteröster, inklusive den röst en kurfurste eventuellt gav sig själv. Val av en efterträdare under kungens eller kejsarens livstid var uteslutet.
Den som valts av majoriteten bland kurfurstarna blev utan vidare kung och fick ansvar för riksrättigheterna. Kurfurstarna fick vidare sin särställning inom riksaristokratin bekräftad; de fick rätt att förvalta de viktigaste inkomstbringande regalerna och utöva full och uteslutande jurisdiktion över sina undersåtar. Även andra bestämmelser i den gyllene bullan tjänade direkt furstarnas intressen. Deras rättigheter och anspråk gentemot deras vasaller och undersåtar togs i beskydd. Städerna däremot förbjöds att sluta förbund inbördes eller med furstarnas undersåtar samt att uppta borgare boende utanför stadsmurarna.
Samtliga sju exemplar av bullan från 1356 är bevarade och förvaras vid olika tyska och österrikiska arkiv och bibliotek. År 2013 blev den gyllene bullan upptagen på UNESCO:s världsarvslista för Tyskland och Österrike.